# Henri Louis Théophile Heudre
Henri Louis Théophile Heudre ou plus simplement Henri Heudre,  né le 20 avril 1861 à Socx (Nord) et décédé le 25 février 1938 à Bhannes (Liban), est un religieux français de l'ordre des lazaristes, missionnaire en Belgique et en Orient, puis visiteur provincial au Proche-Orient.

## Biographie

### Jeunesse et formation

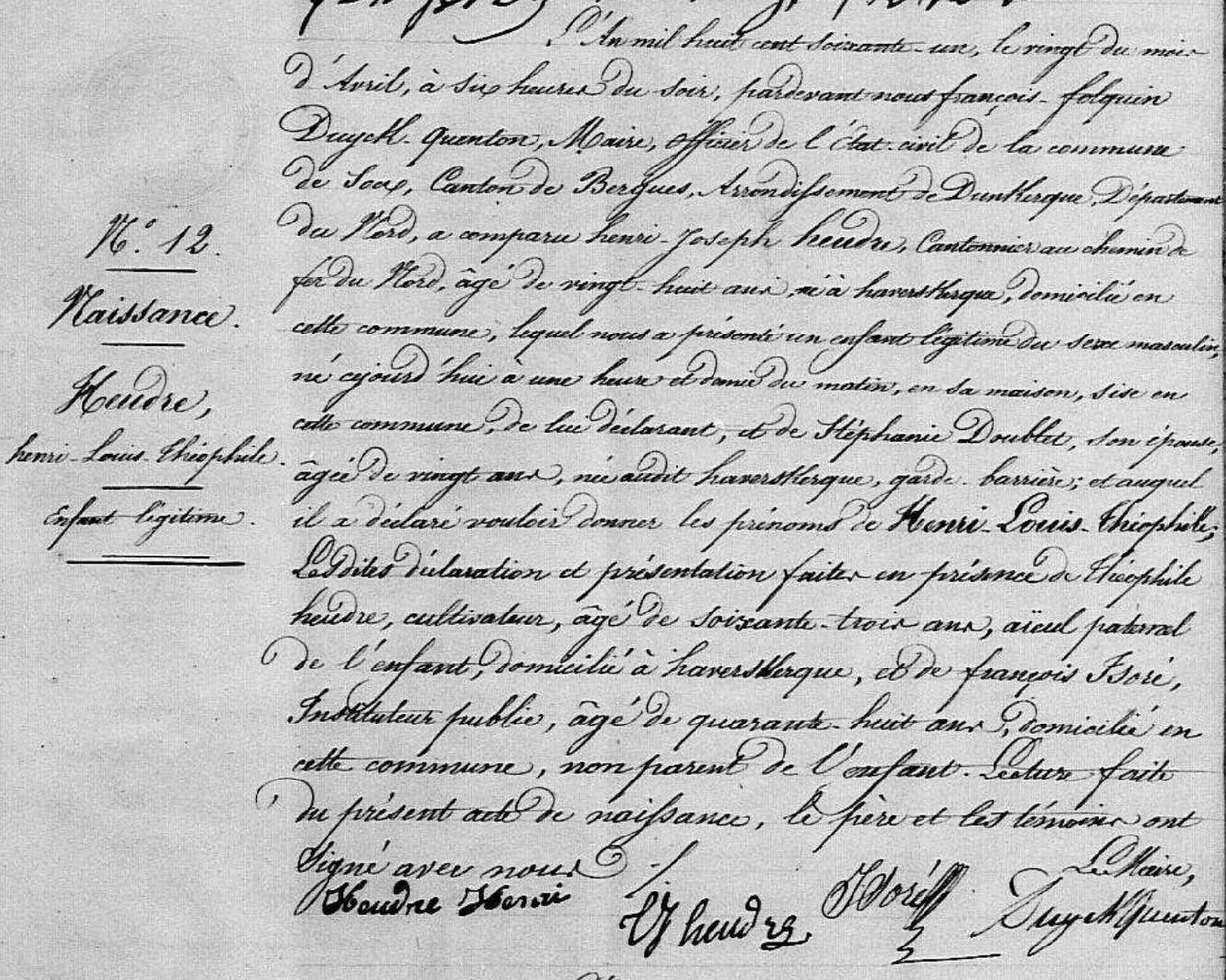
Acte de naissance du père Henri Heudre

Henri Heudre est l'aîné d'une fratrie de six enfants. Son père, Henri Joseph (1833-1896) et sa mère, Stéphanie Doublet, étaient tous deux originaires d'Haverskerque (Nord), berceau géographique de la Famille Heudre. Le père et la mère étaient employés à la Compagnie des chemins de fer du Nord, Henri Joseph comme cantonnier et Stéphanie comme garde-barrières et résidaient à Socx (Nord) à la naissance de leur fils aîné.
Après avoir été pendant quelques années à l'école communale du village, Henri est envoyé à Bergues (Nord), au collège Saint-Winoc dirigé par les frères des écoles chrétiennes (1874-1876). À 15 ans, manifestant le désir du sacerdoce, il sollicita son admission au Petit Séminaire d'Hazebrouck (Nord) (1876-1880).
À la rentrée d'octobre 1884, il était reçu au Grand Séminaire de Cambrai (Nord) où il fallait solliciter longtemps et donner des gages de sérieux pour être admis. Certaines années, le Grand Séminaire de Cambrai fournissait au Séminaire Interne de la rue de Sèvres la moitié de son effectif. Après y avoir reçu les ordres mineurs le 28 juin 1886, il entrait au Séminaire Interne des Lazaristes à Paris où il prononça les vœux perpétuels le 17 octobre 1888 et recevait l'ordination sacerdotale le 31 mai 1890 des mains de monseigneur Briey, évêque de Meaux, dans la chapelle de la maison-mère. Quelques jours plus tard, il était placé à la maison de mission de Loos-lez-Lille.

### Missionnaire à Loos
Les lazaristes et les filles de la Charité[Lesquelles ?] y ont des œuvres importantes : hôpitaux, orphelinats, maison de mission et école apostolique. 

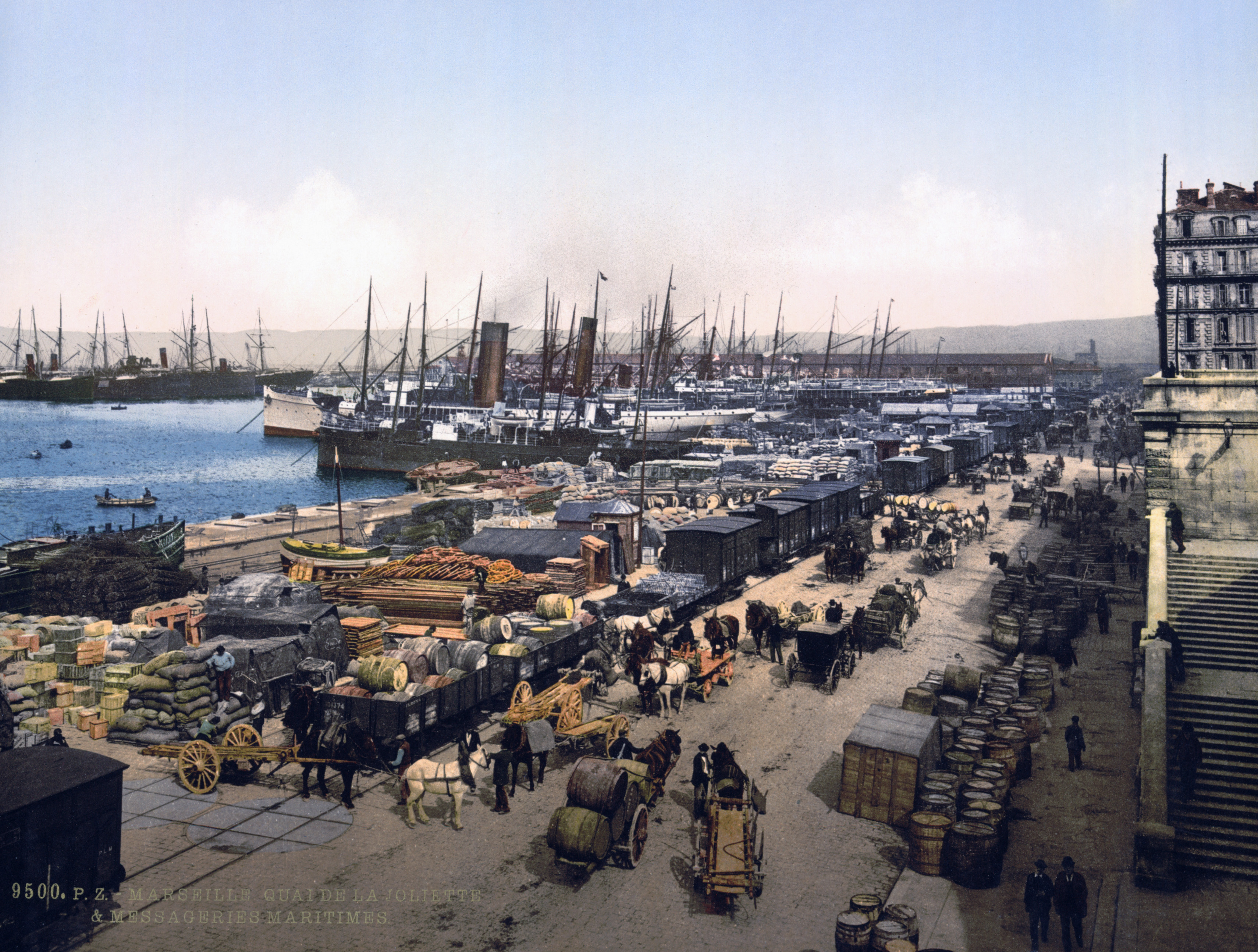
Marseille - Quai de la Joliette

En novembre 1896, le père Henri Heudre recevait son placement à Salonique (Grèce) et sa patente de supérieur de la mission et de curé de la Paroisse latine. Il se dirigea vers Marseille (Bouches-du-Rhône) pour y prendre le premier bateau en partance. Il allait le connaître et lui devenir familier cet embarcadère de la Joliette., la porte de l’Évangile portée aux populations lointaines.

### Salonique etMacédoine
Les pères Jésuites y desservirent la paroisse latine jusqu'à leur dissolution en 1773. Comme dans toutes leurs Missions du Levant, ils furent remplacés par les Lazaristes en 1783. Arrivé à Constantinople avec le premier groupe de missionnaires, le père Carapelli géra tant bien que mal et avec d'innombrables difficultés cette Mission de Salonique jusqu'à sa mort en 1817. Un de ses successeurs, le père Lapavec, fonda en 1857 la nouvelle mission de Monastir. Puis le père Turroques installa les Filles de la Charité[Lesquelles ?] à Salonique.
Longtemps supérieur de la mission, le père Bonetti devint ensuite délégué apostolique à Constantinople. Plusieurs confrères lui succédèrent à Salonique, dont le père Galineau qui fit venir les Frères des Écoles Chrétiennes pour prendre en main l'école paroissiale. Enfin, en 1897 la mission se trouvait sans titulaire quand le père Fiat fit appel au père Henri Heudre.
Ce dernier entreprit la construction de l'église paroissiale de Calamari avec l'aide de monsieur Vitaliano Poselli. Le 23 août 1897 la crypte était achevée et à Pâques 1898, le clocher était dressé et la croix implantée solennellement. Le 25 juin 1898 sera marqué par la bénédiction des cloches du carillon. Le père Henri Heudre avait aménagé la chapelle auxiliaire de Kavákia pour y célébrer le mois de Marie, élaboré les plans pour la reconstruction de la maison des Sœurs et pour la Mission de kavala, dirigeant lui-même les travaux. En collaboration avec les Frères des Écoles chrétiennes, il avait organisé l'école paroissiale et les cercles pour la Jeunesse.
Mais courant mai 1902, alors qu'il exerce son ministère habituel auprès des sœurs et des malades de l'hôpital de Calamari, le père Henri Heudre est mis en cause dans une affaire de mœurs avec une des employées de nationalité italienne qui l'accuse d'avoir abusé d'elle et d'en être enceinte. Cette affaire, jamais élucidée, précipita le retour du père Henri Heudre en France.

### Le Grand Séminaire d'Amiens

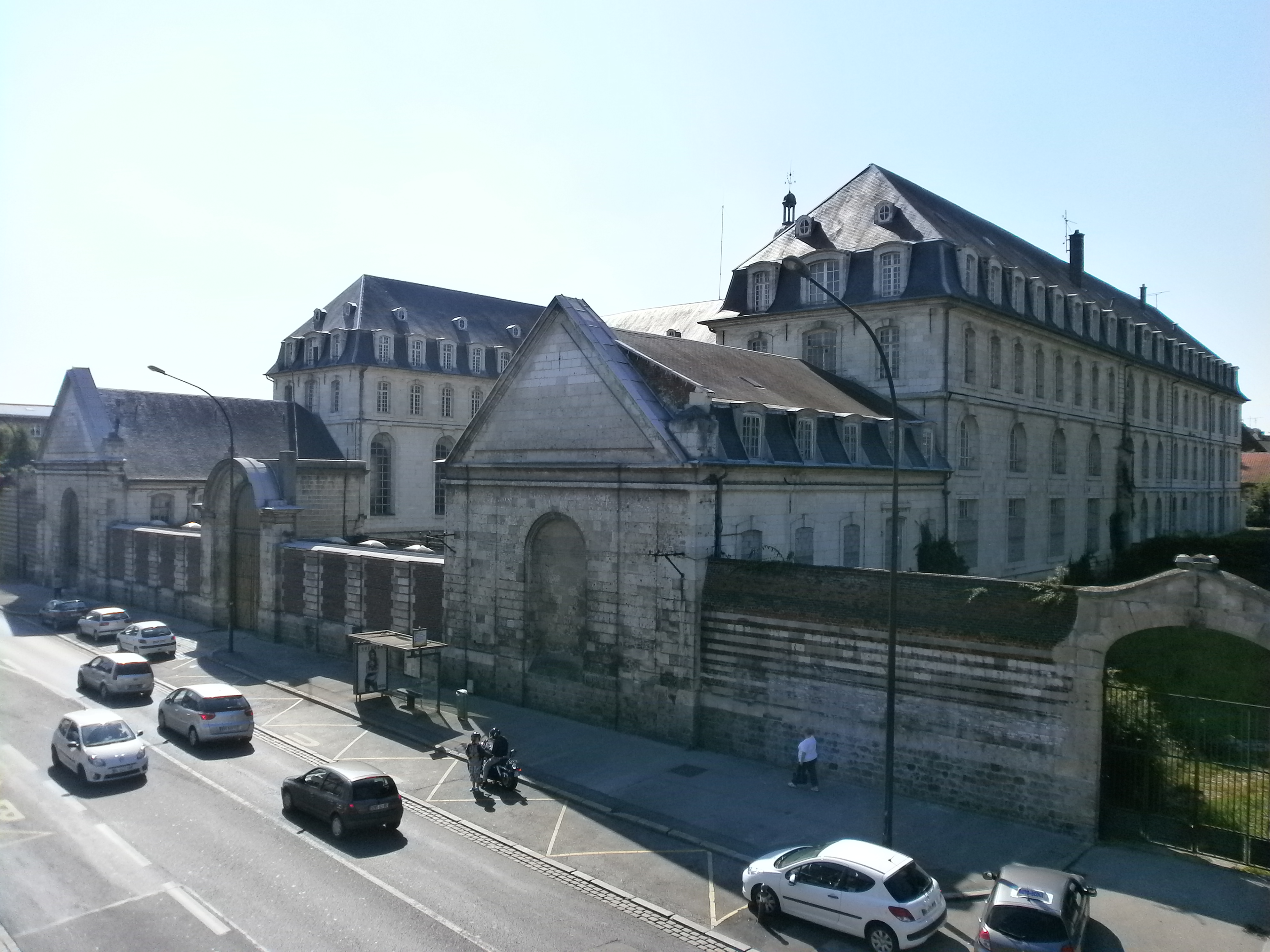
Grand séminaire d'Amiens

Après un bon mois de repos à Paris en septembre 1902, le père Henri Heudre est envoyé au Grand Séminaire d'Amiens (Somme) où on lui confia l'économat de l'Institution et la charge d'organiser des cours de liturgie. Mais l'année 1902 a été marquée par l'arrivée au pouvoir d'Émile Combes qui fut désigné président du Conseil et mena alors une politique dite du « combisme » fortement anticléricale, qui mènera en 1905 à la loi de séparation des Églises et de l'État et à l'aboutissement de l'école laïque en France.
C'est durant cette période que les Lazaristes durent quitter la direction de tous les grands et petits séminaires de France pour les remettre au clergé des diocèses. Ce fut le cas du Grand Séminaire d'Amiens dès la fin de l'année scolaire 1902-1903. Le père Henri Heudre se retrouva en disponibilité.

### La Mission d'Akbès
Cette Province avait été reprise en 1783 à la suite du départ des pères jésuites. Elle avait été divisée en deux parties en 1834 pour former, au nord, la province de Turquie, de la Grèce et des Îles et, au sud, la province de Syrie avec le Liban, la Palestine et l'Égypte.
L'activité de la mission d'Alep, au Nord de la Syrie, s'était portée peu à peu vers les populations arméniennes de la frontière turque. Le père Jean Pinna, supérieur de la mission d'Alep, et ses confrères avaient fini par abandonner leur résidence d'Alep pour s'installer complètement à Akbès, au milieu des populations arméniennes, de l'autre côté de la frontière syro-turque. C'était donc là, en plein pays arménien, en territoire turc mais dépendant de la province de Syrie, que le père Henri Heudre était envoyé en mission.
Le grand registre des entrées indique que le père Henri Heudre y était le 9 octobre 1903 et il allait revenir dans cette province en 1916 comme supérieur à Alexandrie et en 1921 comme visiteur de la province.

### Liège(1904-1912)
Le père Henri Heudre va se dépenser au profit des populations des villages et des œuvres des Sœurs. Pendant six ans déjà, il s'était initié à ce ministère avec ses confrères de la maison de Missions de Loos. Il retrouvait d'ailleurs beaucoup de paroisses et d'œuvres qu'il connaissait déjà dans tout ce Pays wallon au sud de Bruxelles et surtout dans les Flandres, de part et d'autre de la frontière-franco-belge, car le Nord et l'Artois faisaient partie de la jeune province.
La province de Belgique s'étendait même au nord par-delà la frontière hollandaise. Le père Henri Heudre allait parfois prêcher les retraites aux élèves du grand Collège de Wernhout Bourg et exercer son ministère dans les villages et œuvres voisines. Les documents font malheureusement défaut sur ces huit années d'activité ministérielle du père Henri Heudre à la maison provinciale de Liège. Mais le seul fait qu'il y soit revenu huit ans plus tard, non plus comme simple confrère, mais comme visiteur provincial, démontre qu'il y avait fait du bon travail.

### Œuvres hospitalières : Bhannes

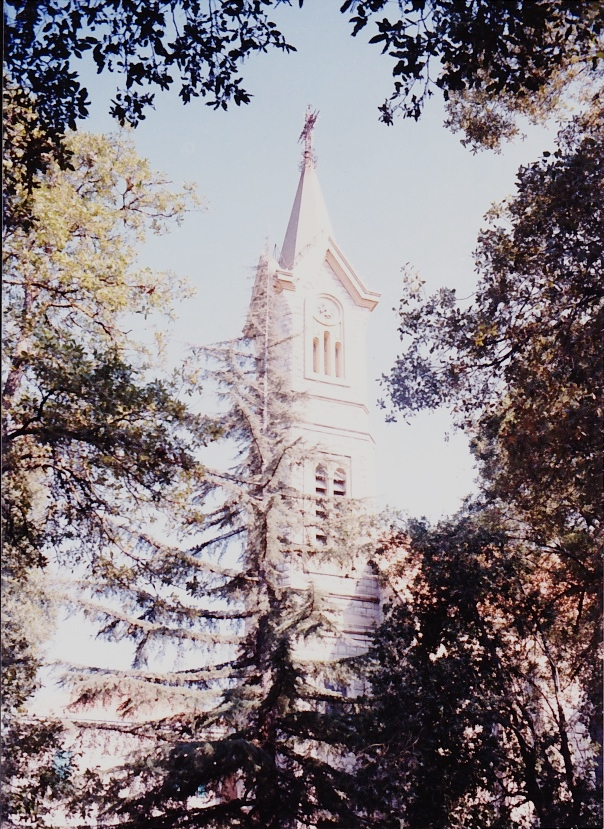
Chapelle du Sanatorium de Bhannes

### L’Hôpital de Nazareth

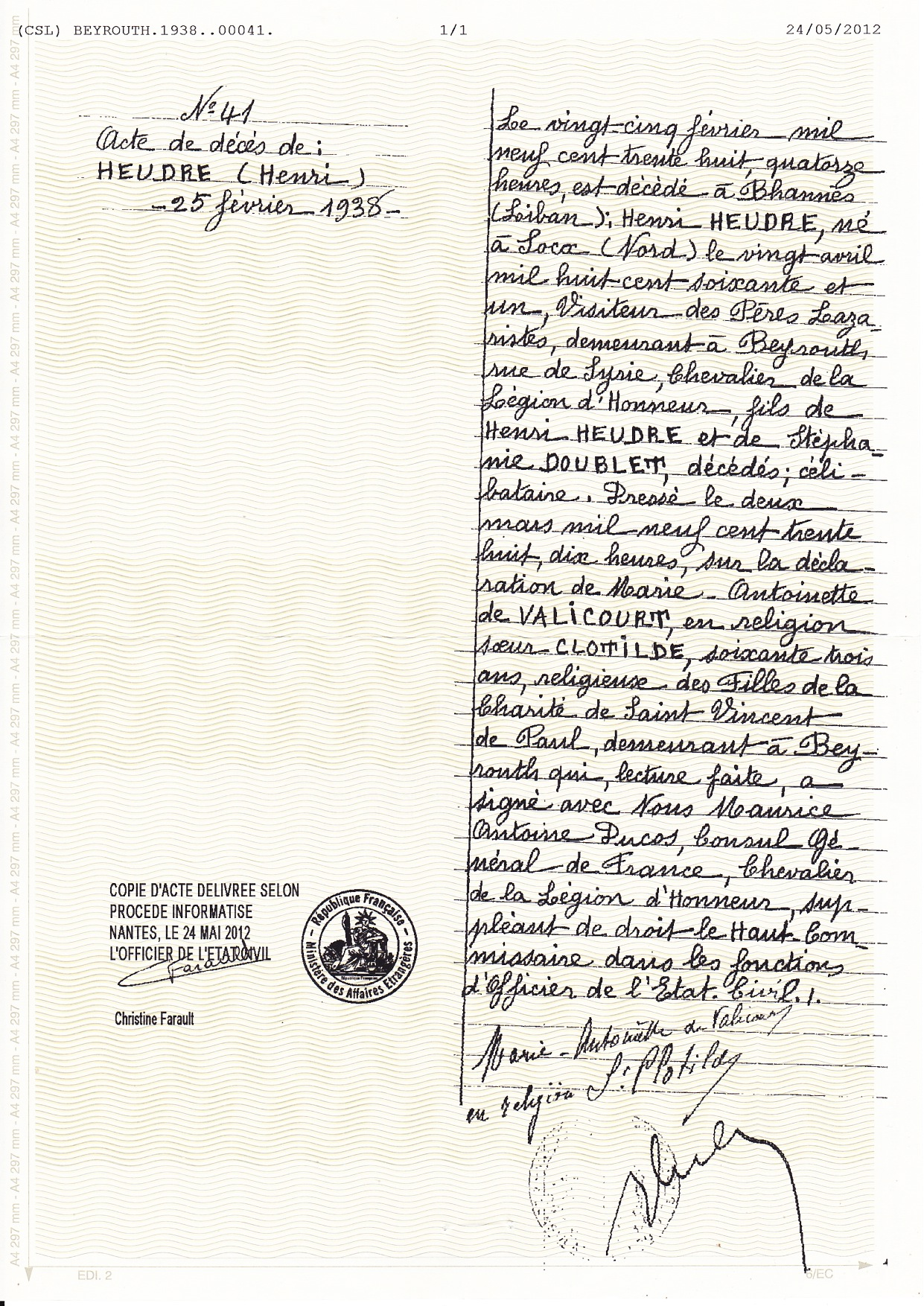
Acte de décès du père Henri Heudre

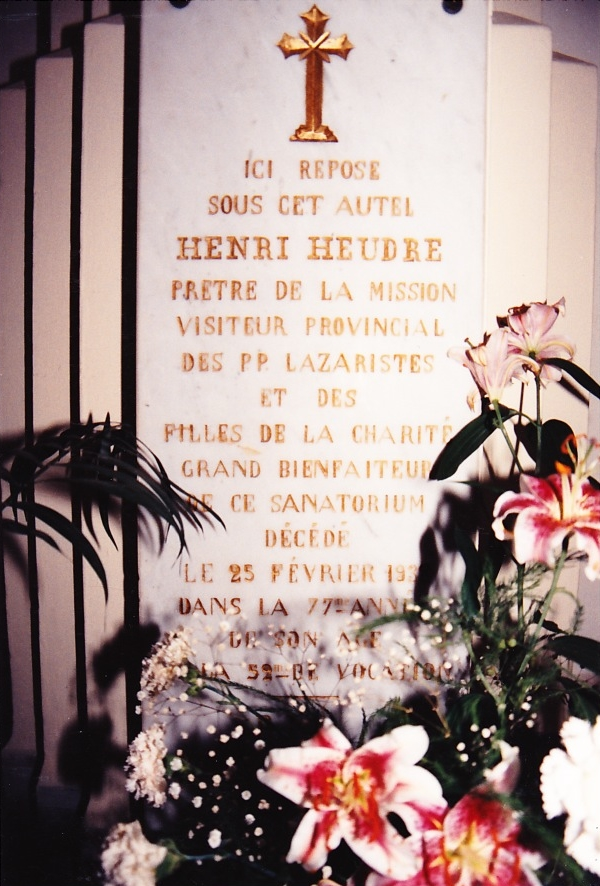
Tombe du père Henri Heudre dans la chapelle du sanatorium de Bhannes

## Distinctions
Le père Henri Heudre a été fait chevalier de la Légion d'honneur le 20 juin 1937 à Beyrouth (Liban).
Il a été décoré du Mérite pontifical, Mérite libanais 1re classe et du Mérite syrien 1re classe.